# Опсада Јерусалима (597. п. н. е.)
Опсаду Јерусалима 597. године п. н. е. извршио је нововавилонски цар Набуходоносор II. Завршена је победом Вавилоњана и освајањем града. Након освајања града, јудејски краљ и велики део становништва депортовани су у Вавилон чиме је отпочело Вавилонско ропство.

## Опсада
Године 605. п. н. е. умро је оснивач Нововавилонског царства, Набополасар. На престо долази Набуходоносор који је наставио политику свога претходника. У рату са Египтом је био успешан те је однео победу у бици код Кархемиша 601. године п. н. е. Међутим, покушај освајања самог Египта (под Нехом II) је завршен неуспехом. Нехо је након повлачења Асираца подстрекавао многе асирске вазале на Леванту да се побуне. Један од њих био је и јудејски краљ Јоаким који је и раније био про-египатски оријентисан будући да му је Нехо 609. године п. н. е. помогао да се домогне власти.
Набуходоносор је окупио велику војску како би очувао вавилонску доминацију на Леванту. Са њом је опсео град. Током опсаде је умро краљ Јоаким (вероватно 10. децембра 598. године п. н. е.). Наследио га је син Јоахин. Вавилонска хроника наводи да је Јерусалим пао на "други дан месеца Адара". Након освајања, Набуходоносор пљачка Јерусалим и Храм, а краљ и велики део становника Јудеје (око 10.000 људи) су депортовани у Вавилон. Тиме је отпочело Вавилонско ропство. Према Библији, у граду су остали само најсиромашнији, а у Вавилон су пренесена блага и украси Храма, укључујући и златне посуде краља Соломона. Набуходоносор је за новог владара поставио Седекију, вазалног вавилонског краља.